# Loveless (anime)
"Loveless" je japanska anime fantastična dramska serija blage gay tematike iz 2005. snimljena po istoimenoj Mangi. Ima 12 epizoda i njen redatelj je Yuu Kou. Radnja se odvija oko dječaka Ritsuka koji upozna starijeg studenta Soubija koji tvrdi da je bio rob njegovog preminulog brata i koji započne neobičan odnos s njim.

## Ekipa
Režija: Yuu Kou
Glasovi: Junko Minagawa (Ritsuka Aoyagi), Katsuyuki Konishi (Soubi Agatsuma), Kana Ueda (Yuriko Hawatari), Sanae Kobayashi (Nagisa Sagan), Mamiko Noto (Hitomi Shinonome), Yumi Kakazu (Yamato Nakano) i drugi.

## Radnja
U svijetu „Lovelessa" sve osobe koje posjeduju „Neko“ osobine – mačje uši i rep – su još djevice; tek nakon snošaja im uši i rep s vremenom otpadnu. Aoyagi Ritsuka je 12-godišnji neprilagođeni dječak u jednoj srednjoj školi. Još uvijek tuguje otkako je njegov stariji brat Seimei, s kojim je bio vrlo blizak, umro pod neobičnim okolnostima. Pri prebacivanju u novi razred jedna djevojka, Hawatori Yuiko, prizna da joj se sviđa, no on ju odbije. Ipak, kasnije oni postanu prijatelji te često zajedno razgovaraju. Jednog dana Ritsuka upozna starijeg studenta Soubija koji tvrdi da je poznavao njegovog brata te mu obećao da će paziti na njega – a uz to doda da ga voli. Ritsuka ne zna što bi mislio o njemu ni o njegovom gay približavanju, no on ga spasi kada ga napadnu Midori i Ai, učenici organizacije „Sedam mjeseca“ koji posjeduju mračne moći. Soubijev prijatelj je slikar Kio.
Ritsuka često razmišlja o smislu života te i dalje traga za uzrokom smrti svoga brata. Njegova profesorica, Hitomi, još uvijek ima „mačje uši“ jer je još djevica iako je već stara 23 godine. Jedne ju noći hipnotiziraju Natsuo i Yoji, tzv. Zero učenici stvoreni od Nagise genetskim inženjeringom koji također posjeduju čarobne moći, ali ju spasi Soubi. No pošto je Soubi bio jako hladan, Hitomi se rastuži i rasplače, shvativši da se pomalo zaljubila u njega. Soubi je pak ozljedio ruku i u svoj stan primio Natsua i Yojija, koji su ga zamolili da ih spasi jer se ne mogu vratiti gospodaru neobavljenog zadatka. Sljedećeg dana, pojave se novi Zero učenici, lezbijske djevojke Kouya i Yamato, i napadnu Soubija te ga teško ozljede. Ritsuka ga pronađe ozljeđenog kraj rijeke te zajedno s Natsuom i Yojijom odvede do njegovog stana. Tamo mu ovi prebace da se nije htio spojiti sa Soubijem, koji je njegov borac, te da je ovaj stoga izgubio. Ritsuka ih ne razumije. U drugom pak dvoboju s Kouyom i Yamatom, Ritsuko se pridruži Soubijom te zajedno pobijede.
S vremenom, Ritsuka otkrije da je Seimei imao čudan odnos sa Soubijem, kojega je učio da je bol znak da je živ i da u njoj treba uživati. Jednog dana Ritsuka na kompjuteru upiše lozinku „Loveless“ i upadne u program uz pomoć kojeg počne tražiti informacije o bratu. Počnu se gubiti granice između stvarnosti i mašte i on upadne u videoigru. Nakon toga se vrati u stvarni svijet i počne cijeli dan spavati. U snu vidi sve svoje prijatelje ubijene u snijegu od Soubija te brata kako je poginuo u vatri, no onda se probudi. Sretne Soubija te ga upita bi li ga ubio da je njegov brat živ i da ga to zatraži. Soubi izjavi da možda bi, ali da bi onda on prvi umro. Zajedno se pomire i otiđu niz cestu, dok se iz mraka nadzire sjena Seimeija.

## Zanimljivosti
- Pošto je Manga trajala 7 knjiga, a anime je obradio samo prva četiri dijela koja su do 2005. objavljena, i imao je budžet samo za 12 epizoda, kraj je u seriji bitno promijenjen. Završnica je napisana isključivo za anime te je ostavila mogućnost za nastavak.
- Glas Seimeija Aoyagija je posudio Ken Narita, koji je također posudio glas Sesshomaru u animeu Inuyasha. Glas profesorice Hitomi posudila je Mamiko Noto, koja je također posudila glas liku Rin u Inuyashi.
- Mnoge nepoznate stvari u priči ne objašnjavaju se niti u animeu niti u mangi.
- U nekoliko navrata se sugerira da Soubi ima sadističke i mazohističke sklonosti.

## Popis epizoda
- 1. epizoda:  Breathless
- 2. epizoda:  Memoryless
- 3. epizoda:  Bondless
- 4. epizoda:  Friendless
- 5. epizoda:  Sleepless
- 6. epizoda:  Painless
- 7. epizoda:  Tearless
- 8. epizoda:  Trustless
- 9. epizoda:  Skinless
- 10. epizoda: Nameless
- 11. epizoda: Warless
- 12. epizoda: Endless

## Popis svezaka mange
Japan
- Volume 1   ( 2002.; ISBN 978-4-7580-5002-9)
- Volume 2   (Prosinac 2002.; ISBN 978-4-7580-5011-1)
- Volume 3   (Lipanj 2003.; ISBN 978-4-7580-5034-0)
- Volume 4   (Lipanj 2004.; ISBN 978-4-7580-5077-7)
- Volume 5   (Veljača 2005.; ISBN 978-4-7580-5120-0)
- Volume 6   (Prosinac 2005.; ISBN 978-4-7580-5198-9)
- Volume 7   (Studeni 2006.; ISBN 978-4-7580-5254-2)
- Volume 8   ( 2008.; ISBN 978-4-7580-5329-7)
- Volume 9   ( 2009.; ISBN 978-4-7580-5457-7)
- Volume 10   ( 2011.; ISBN 978-4-7580-5599-4)

SAD
- Volume 1   (released Veljača 2006.; ISBN 978-1-5981-6221-9)
- Volume 2   (released Lipanj 2006.; ISBN 978-1-5981-6222-6)
- Volume 3   (released Listopad 2006.; ISBN 978-1-5981-6223-3)
- Volume 4   (released Veljača 2007.; ISBN 978-1-5981-6224-0)
- Volume 5   (releases Svibanj 2007.; ISBN 978-1-5981-6225-7)
- Volume 6   (releases Kolovoz 2007.; ISBN 978-1-5981-6864-8)
- Volume 7   (releases 2007.; ISBN 978-1-4278-0457-0)
- Volume 8   (releases 2008.; ISBN 978-1-4278-1302-2)

## Kritike
U svojoj recenziji anime serije, kritičarka pseudonima Liegenshonheit na siteu Animeacademy.com je utvrdila: „Anime „Loveless“ nije za sve ukuse te se odigrava u izmišljenoj, paralelnoj stvarnosti koja se odvija oko mračnog svijeta seksualnosti, napastovanja, usamljenosti i straha. Za razliku od drugih, laganijih shounen-ai primjeraka, ovaj anime prikazuje scene fizičkog udaranja i reference na ubojstvo, silovanje i samoubojstvo. Ipak, nije sve u ovoj seriji mračno. Sporedni likovi razvedruju ugođaj i donose ravnotežu natrag u „Loveless“ kada emocije počinju ići previše u anksioznost i melodrama...Radnja je u animeu zanimljiva, a borbeni sustav s Borcima i Žrtvama je jedinstven. No, iako započne s tim kako je to od središnje važnosti za priču, otkriti tko je ubio Seimeija se gurne u zaborav kako se anime dalje razvija, a priča se počne odvijati oko odnosa Ritsuka i Soubija i njihovim drugim problemima. Iako ovaj anime ima neku vrstu kraja, ne pokušava odgovoriti na ijedno pitanje u vezi njegovog ubojstva. Zapravo, pred kraj, serija frustrirajuče predstavlja čak i nova zanimljiva pitanja i ni na njih ne daje odgovore. Nažalost, u tom pogledu, „Loveless“ je samo pola serije. Ipak, animacija oduševljava. Iako je paleta boja iskorištena slabije od nekih novijih animea, dobro se uklapa u ton ovog. Ova serija također čini dobar posao u integraciji CGI-ja s tradicionalnom animacijom…Oni koji izaberu gledati ovaj anime, bit će ugodno iznenađeni, ali ne bi trebali očekivati rasplete na kraju“.
S druge strane, recenzent Sukie je na siteu Reviews.minitokyo.net je zapisao: “Pogledao sam samo 9 epizoda i već sada mislim da je ovo najbolji novi anime tamo vani. Nikada me nisu zanimale gay teme do ovoga…Doista mi se sviđa priča jer ima emocije, anksioznost, romansu, akciju, smijeh, što god zaželite, sve je prisutno. Ne bi se iznenadio ako se lupite u koljena i nasmijete u jednom trenutku, a zaplačete kao mala beba u drugom. I sama priča je nepredvidiva. Jedna epizoda se nadovezuje na drugu i kada ih gledate bit ćete zaljepljeni za ekran. Tako je dobro”.

## Vanjske poveznice
- IMDb profil
- Recenzija na Animeacademy.com  Arhivirana inačica izvorne stranice od 2. siječnja 2007. (Wayback Machine)
- Fan site  Arhivirana inačica izvorne stranice od 27. veljače 2007. (Wayback Machine)
- Animenewsnetwork.com
- Recenzija